# 사료연구센터
사료연구센터는 해양수산부 국립수산과학원 전략양식연구소 소속 양식사료 전문 연구기관이다. 경상북도 포항시 북구 청하면 방어리 15번지에 위치하고 있다.

## 주요 업무
- 고효율 배합사료 개발ㆍ보급 및 표준화 연구
- 대체 사료원료 및 기능성 사료개발
- 양식 배합사료 품질관리 연구 및 품질검정 업무
- 그 밖에 양식생물의 사료에 관한 연구

## 사료검정기관 운영

### 관련 근거
- 사료관리법(법률 제6627호, 2002. 1. 26)

### 목적
- 등록성분 및 안전성 성분 검사에 의한 배합사료의 품질관리 양식 배합사료의 등록성분 및 안전성 성분 기준 제시

### 분석장비
- 단백질분석기, 가스크로마토그라프 (GC), 액체크로마토그래피 (HPLC), 유도결합 플라즈마 질량분석기(ICP), 원자흡수분광광도계(AAS), 아미노산분석기 등

### 양식배합사료 검정항목 (49항목)
- 등록성분 : 조단백질, 조지질, 조회분, 조섬유, 칼슘, 인
- 안전성 관련성분 : 비소, 크롬, 납, 수은, 카드뮴, 셀레늄, 아플라톡신,오크라톡신, 잔류농약(유기인계, 유기염소계, 기타농약), 멜라민
- 기타성분 : 수분, 비단백태질소화합물

## 같이 보기
- 미래양식연구센터
- 해조류바이오연구센터
- 육종연구센터
- 독도수산연구센터
- 양식연구센터
- 아열대수산연구센터
- 내수면양식연구센터